# قتل عام در ویلیسکا
واقعهٔ قتل‌های ویلیسکا در روزهای ۹ تا ۱۰ ژوئن ۱۹۱۲ در شهر ویلیسکا، آیووا، ایالات متحدۀ آمریکا رخ داد. شش عضو خانوادۀ مور و دو مهمان در منزل مور پیدا شدند که به شدت مورد ضرب و شتم قرار گرفته بودند. تمام هشت قربانی، از جمله شش نفر کودک، دچار صدمات شدیدی ناشی از برخورد تبر بودند. پژوهش‌هایی که انجام گرفت منجر به دستگیری چندین مظنون شد که یکی از آنها دو بار محاکمه شد.

## جزئیات واقعه
مقتول‌ها شامل خانوادهٔ مور، جوزیا بی. (۴۳ ساله) و سارا (۳۹ ساله) و چهار فرزند آنان بود؛ هرمان مونتگومری (۱۱ ساله)، ماری کاترین (۱۰ ساله)، آرتور بوی (۷ ساله) و پل ورنون (۵ ساله). خانوادهٔ مور، خانواده‌ای مرفه بودند که در شهر خود شناخته شده بودند. در تاریخ ۹ ژوئن ۱۹۱۲، ماری کاترین مور (۸ ساله) و لنا گرتروید استیلینگر (۱۲ ساله) دو میهمانی بودند که تصمیم گرفتند شب را در خانهٔ آنان بگذرانند. آن شب، دختران و خانوادهٔ مور به کلیسای پرسبیترین رفتند و در برنامهٔ روز کودکان که سارا آن را هماهنگ کرده بود، شرکت کردند. پس از پایان برنامه در ساعت ۲۱:۳۰، خانوادهٔ مور و خواهران استیلینگر به سمت خانهٔ مور راهی شدند و در ساعت ۲۱:۴۵ یا ۲۲:۰۰ به خانه رسیدند.

## وقوع قتل
روز بعد در ساعت ۷ صبح ۱۰ ژوئن، ماری پکهم، همسایهٔ این خانه متوجه شد که خانوادهٔ مور برای انجام کارهای صبحگاهی از خانه خارج نشدند. پکهم درب خانه را زد. وقتی کسی پاسخ نداد، سعی کرد درب را باز کند و متوجه شد که قفل است. پکهم با راس مور، برادر جوزیا تماس گرفت. راس آمد و ضربه و فریاد زد دید که کسی جواب نمی‌دهد. راس با کلید خانه‌اش درب جلو را باز کرد. در حالی که پکهم روی ایوان ایستاده بود، راس وارد اتاق نشیمن شد و درب اتاق مهمان را باز کرد، جایی که جسدهای اینا و لنا استلینگر را روی تخت یافت. راس بلافاصله به پکهم گفت که با افسر پلیس هنری هورتون تماس بگیرد. نتیجهٔ جستجوی هورتون در خانه این بود که خانوادهٔ مور و دو دختر استیلینگر به‌طور وحشیانه‌ای به قتل رسیدند. سلاح قاتل، یک تبر متعلق به جوزیا در اتاق مهمان بود.
پزشکی قانونی گفت که قتل‌ها بین نیمه شب تا ساعت ۵ صبح رخ داده است. قاتل یا قاتلان ابتدا به اتاق خواب اصلی رفتند، جایی که جوزیا و سارا مور خواب بودند. جوزیا بیشتر از هر قربانی ضربات تبر را دریافت کرد؛ صورت او به قدری صدمه دیده بود که چشمانش ناپدید شده بود.
هرمان، ماری کاترین، آرتور و پل نیز به همان شیوه‌ای که والدینشان کشته شدند، به سرشان ضربه خورد. پس از آن، قاتل به اتاق خواب اصلی بازگشت تا ضربات بیشتری بر روی والدین وارد کند.

## جستجو برای یافتنقاتلیا قاتلان
با طی شدن زمان، مظنون‌های زیادی شناسایی شدند؛ از جمله کشیش جورج کلی، فرانک اف. جونز، ویلیام منسفیلد، لاوینگ میچل، پل مولر و هنری لی مور. کلی دو بار به خاطر قتل محاکمه شد. اولین آنها به نتیجه‌ای نرسید و دومین جلسهٔ محاکمه با تبرئهٔ او پایان یافت. سایر مظنون‌ها تبرئه شدند.

### اندرو سور (Andrew Sawyer)
هر فرد غریبه‌ای که در اطراف آن منطقه، در آن شب شناسایی شد یا به یک شکلی با این واقعه ارتباط داشت، مظنون به حساب آمد؛ یکی از آنان اندرو سور بود. او مورد بازجویی قرار گرفت اما نتوانستند او را متهم کنند.

### کشیش جورج کلی (Reverend George Kelly)
کلی متولد انگلستان بود که در شب قتل‌ها در شهر حضور داشت. او به عنوان فردی عجیب توصیف شده و گفته شده که در دوران نوجوانی به اختلال روانی مبتلا شده است. به عنوان یک فرد بالغ، او به تماشای غیرمجاز زنان و دختران مدل و برهنه متهم شده بود. در تاریخ ۸ ژوئن ۱۹۱۲ به ویلیسکا آمد تا در روز کودک تدریس کند که خانوادهٔ مور در تاریخ ۹ ژوئن ۱۹۱۲ در آن مراسم شرکت کردند. او لحظاتی قبل از کشف اجساد بین ساعت ۵ تا ۵:۵۰ صبح ۱۰ ژوئن ۱۹۱۲ شهر را ترک کرد. کشیش کلی در دادگاه به قتل‌ها اعتراف کرد ولی اعترافات او هیئت منصفه را قانع نکرد.
در روزهای بعد او علاقهٔ زیادی به این پرونده نشان داد و نامه‌های زیادی به پلیس، پژوهشگران و خانوادهٔ قربانیان ارسال کرد. این موضوع مشکوک شد و یک کارآگاه خصوصی به کشیش کلی پاسخ داد و از او خواست تا جزئیاتی که ممکن است دربارهٔ این واقعه بداند، بیان کند. کی با جزئیات فراوان نامه را نوشت و ادعا کرد که صداهایی شنیده است.
در سال ۱۹۱۴ دو سال پس از قتل‌ها، کلی به خاطر ارسال وسیله‌های غیراخلاقی ناشی از آزار جنسی زنی که برای شغل منشی درخواست داده بود، دستگیر شد. او را به بیمارستان مرکز روانی سنت الیزابت در واشینگتن دی. سی منتقل کردند.
در سال ۱۹۱۷ کلی به خاطر قتلهای ویلیسکا دستگیر شد. پلیس از او اعتراف گرفت؛ اما این اعتراف پس از ساعتها بازجویی صورت گرفت و کلی بعدها آنها را رد کرد. سپس او بعد از دوبار محاکمه تبرئه شد.

### فرانک اف. جونز (Frank F. Jones)
فرانک فرناندو جونز یکی از ساکنان ویلیسکا و سناتور ایالت آیووا بود. جوزیا مور سالها برای فرانک جونز در فروشگاه ابزارش کار کرده بود قبل از اینکه فروشگاه خود را باز کند. شایعه شده بود که مور رابطهٔ جنسی با عروس جونز داشته است، هرچند هیچ وقت مدرکی مبنی بر این واقعه کشف نشد.

### ویلیام منسفیلد (William Mansfield)
یکی دیگر از نظریه‌ها این بود که سناتور جونز، ویلیام منسفیلد را که یک زندانی سابقه‌دار و سرباز ارتش بود برای قتل خانوادهٔ مور استخدام کرده باشد.
۹ ماه قبل از قتلها در ویلیسکا، یک مورد مشابه قتل با تبر در کلرادو اسپرنگز، رخ داد. دو مورد قتل با تبر نیز در الزوورث، کانزاس و پاولا، کانزاس گزارش شد. این موارد به اندازه کافی مشابه بودند که احتمالاً توسط یک نفر انجام شده باشند.
طبق تحقیقات، تمام قتلها به‌طور دقیق به همان شیوه انجام شده بودند که نشان می‌دهد احتمالاً همان فرد آنها را مرتکب شده است. کارآگاه جیمز نیوتن ویلکرسون اظهار داشت که می‌تواند ثابت کند منسفیلد در هریک از صحنه‌های جرم مختلف در شب قتلها حضور داشته است. در هر صحنهٔ قتل، قربانیان با تبر کشته شدند و آینه‌های خانه‌ها پوشانده شد بود. یک لامپ روشن با شومینه خاموش و یک لگن که قاتل در آن خود را شسته در آشپزخانه پیدا شد.
ویلکرسون توانست دادگاه را متقاعد کند تا در سال ۱۹۱۶ منسفیلد دستگیر و از کانزاس سیتی به شهرستان مونتگومری منتقل شد. با این حال سوابق حقوق و دستمزد او یک توجیه را ارائه می‌داد و آن هم این بود که در زمان قتلهای ویلیسکا او در ایلینوی بود.

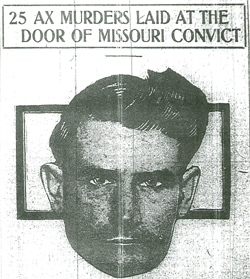
هنری لی مور

### هنری لی مور (Henry Lee Moore)
هنری لی مور یک قاتل سریالی بود که چند ماه پس از قتلها در ویلیسکا به قتل مادر و مادربزرگش محکوم شد. سلاح او تبر بود. قبل و بعد از قتلها در ویلیسکا، مادر و مادربزرگ او با تبر به قتل رسیدند و این باعث شد که شک و تردید قوی به مظنون او پدیدار شود.

### پل مولر (Paul Mueller)
در کتاب «مردی از قطار» نوشته بیل جیمز که در سال ۲۰۱۷ منتشر شد، قتل‌های ویلیسکا را به عنوان بخشی از مجموعه‌ای بزرگ از قتل‌ها بود که به عقیده آنها همگی توسط یک قاتل سریالی انجام شده است، مورد بررسی قرار داد. او نتیجه گرفت که قاتل شخصی به نام پل مولر بود؛ یک مهاجر که احتمالاً از آلمان آمده بود و به عنوان مظنون اصلی در قتل خانواده‌ای در وست بروکفیلد، ماساچوست، در سال ۱۸۹۷، که او را به عنوان کارگر مزرعه استخدام کرده بودند، مورد تعقیب قرار گرفت که در نهایت بی‌نتیجه ماند.
جیمز پژوهش‌های خود را برای حل قتلهای ویلیسکا آغاز کرد و با کمک دخترش داستانهای آرشیوی روزنامه‌ها را که جزئیات ده‌ها خانواده‌ای که تحت شرایط مشابه در سراسر آمریکا اتفاق افتاده بود، یافتند. جیمز و دخترش عقیده داشتند که مولر به عنوان بخشی از یک کشتار انبوه که بیش از یک دهه طول کشید و حداقل ۵۹ نفر را در ۱۴ حادثه مجزا از جمله جنایات در کلرادو اسپرینگز و پاولا، به قتل رساند، مرتکب قتلهای ویلیسکا هم شده است.
قاتل خانواده‌هایی را انتخاب می‌کرد که در نزدیکی خطوط راه‌آهن زندگی می‌کردند. به نظر می‌رسد که در نیمه شب و در حالی که قربانیان در خواب بودند، به آنها حمله کرده است. قربانیان را با پتو می‌پوشاند تا از ریختن خون جلوگیری کند، پنجره‌ها را از داخل پوشانده و قبل از خروج، درها را قفل می‌کرد. در جنایات مشکوک به مولر، اغلب اما نه همیشه، انگیزه جنسی به سمت یک دختر کودک وجود داشت.

## مقالات مرتبط
- قتل عام هینترکایفک